# Richard Esponda
Richard Esponda, teilweise auch als Marcelo Esponda geführt, (* 21. Oktober 1969 in Montevideo) ist ein uruguayischer Boxer.
Richard Esponda nahm mit der uruguayischen Mannschaft an den Südamerikaspielen 1986 in Chile teil. Dort gewann er im Fliegengewicht die Bronzemedaille. Ende der 1980er Jahre werden für den in Buenos Aires ansässigen Esponda vier Kämpfe mit einer Kampfbilanz von einem Sieg und drei Niederlagen geführt. Nachdem er am 6. Mai 1988 zunächst in Montevideo gegen Carlos Alfredo Farina durch K. o. verlor, endete auch sein in der argentinischen Hauptstadt ausgerichteter Kampf gegen Ruben Batista am 25. Juni jenes Jahres mit einer Niederlage nach Punkten. Siegreich war er sodann am 26. November 1988 gegen Sandro Orlando Oviedo. Am 23. September 1989 ist eine weitere Punktniederlage gegen Oscar Dante Reynoso verzeichnet.